# 大衛·麥根達維
大衛·麥根達維（David Mkhandawire，1982年1月11日—），生於津巴布韋，津巴布韋足球運動員，司職中堅，於2006年球季效力南非國家甲組足球聯賽球隊比勒陀利亞大學，2007年球季轉投另一甲組球隊馬利特史堡聯，在球隊升班失敗後於2008/09球季重返比勒陀利亞大學，2010年1月加盟香港甲組足球聯賽球會四海流浪。

## 外部連結
- 大公報 流浪添1洋將助陣
- iol.co.za United to take on rivals FC AK
- kickoff.com Leopards down Hanover Park